# Организация молодёжи Латвии
Организация молодёжи Латвии (латыш. Latvijas Jaunatnes Organizācija) — молодёжная организация, созданная в генеральном комиссариате «Латвия» в период нацистской оккупации.
Организация молодёжи Латвии (ОМЛ) была создана в соответствии с распоряжением генерального комиссара Отто Дрекслера от 17 августа 1942 года. Её создание преследовало цели привлечь на свою сторону симпатии националистически настроенных слоёв населения оккупированной Латвии. Координаторы ОМЛ публично провозгласили себя наследниками старинных традиций «скаутов», «мазпулков» и «ванагов», то есть тех молодёжных обществ и альянсов, которые действовали в Латвии. Общество возглавили латышские коллаборационисты А. Матеасс и Э. Руллис.
В целом и в немецких, и в латвийских кругах того времени, оценивали, что у латвийской молодежной организации не будет большого будущего. В латвийских кругах, по оценкам Ланге, - даже в руководстве самой молодежной организации - не хватало такого великого идеала, который мог бы быть дан способной и приветливой молодежи. Присоединение к Германии в то время время настолько непопулярно, насколько это возможно, без перспектив автономии. Студенты были недовольны зачислением в латышский Легион и рабочую службу. Некоторые из них говорили, что им следует продолжить учебу, иначе полученные знания будут потеряны.
Одной из главных задач организации было вовлечение латышской молодёжи в осуществление военных планов нацистской администрации. Именно это обстоятельство отпугнуло от участия в ОМЛ молодёжь из так называемых буржуазных и мелкобуржуазных кругов, в связи с чем на начальном этапе ячейки ОМЛ оставались сравнительно малочисленными. Согласно данным ЦГИА, на 17 апреля 1943 года по всей Латвии в ОМЛ числились 1038 детей в возрасте от 10 до 14 лет, а также 667 подростков в возрасте от 14 до 18 лет.
В 1944 году члены нацистской администрации в условиях военных неудач осуществили преступную акцию, призвав в качестве дополнительных вспомогательных сил мальчиков и юношей из ОМЛ в части противовоздушной обороны. 